# Heliotropium greuteri
Heliotropium greuteri är en strävbladig växtart som beskrevs av H. Riedl. Heliotropium greuteri ingår i Heliotropsläktet som ingår i familjen strävbladiga växter. Inga underarter finns listade i Catalogue of Life.